# Лазе (Веленє)
Лазе (словен. Laze) — поселення в общині Веленє, Савинський регіон, Словенія. 
Висота над рівнем моря: 381,5 м.